# Brotherhood (álbum)
Brotherhood —en español: Hermandad— es el cuarto álbum de estudio del grupo inglés de música electrónica New Order. Fue publicado el 29 de septiembre de 1986. El álbum contiene una mezcla de estilos electrónicos, post-punk, distribuido entre los dos lados del disco. Brotherhood incluye, además, el primer corte o sencillo de la banda en los EE. UU. y Australia: "Bizarre Love Triangle", única pista del álbum lanzada como sencillo y con video.
La portada del álbum fue creada por Peter Saville y consiste en una fotografía de una hoja de aleación de titanio y zinc. Algunas primeras versiones de la placa discográfica venían dentro de una manga con efecto metálico.
En 2008, el álbum fue relanzado en una edición para coleccionistas que venía con un disco extra.

## Lista de canciones
Todas las canciones escritas y compuestas por New Order; excepto donde se indica.
Lado 1
| Side one |                        |          |  |
| N.º      | Título                 | Duración |  |
| 1.       | «Paradise»             | 3:50     |  |
| 2.       | «Weirdo»               | 3:52     |  |
| 3.       | «As It Is When It Was» | 3:46     |  |
| 4.       | «Broken Promise»       | 3:47     |  |
| 5.       | «Way of Life»          | 4:06     |  |

Lado 2
| Side two |                                          |          |  |
| N.º      | Título                                   | Duración |  |
| 6.       | «Bizarre Love Triangle»                  | 4:22     |  |
| 7.       | «All Day Long»                           | 5:12     |  |
| 8.       | «Angel Dust»                             | 3:44     |  |
| 9.       | «Every Little Counts»                    | 4:28     |  |
| 10.      | «State of the Nation» (CD versions only) | 6:32     |  |

Edición de 2008
| 2008 Collector's Edition bonus disc: |                                                                               |                          |          |  |
| N.º                                  | Título                                                                        | Escritor(es)             | Duración |  |
| 1.                                   | «Bizarre Love Triangle» (Shep Pettibone Remix)                                |                          | 6:44     |  |
| 2.                                   | «1963»                                                                        | New Order, Stephen Hague | 5:32     |  |
| 3.                                   | «True Faith » (Shep Pettibone Remix)                                          | New Order, Stephen Hague | 9:02     |  |
| 4.                                   | «Touched by the Hand of God»                                                  |                          | 7:05     |  |
| 5.                                   | «Blue Monday '88»                                                             |                          | 7:07     |  |
| 6.                                   | «Evil Dust»                                                                   |                          | 3:45     |  |
| 7.                                   | «True Faith» (Eschreamer Dub) (incorrectly listed as "True Faith (True Dub)") | New Order, Stephen Hague | 7:52     |  |
| 8.                                   | «Blue Monday '88» (Dub) (incorrectly listed as "Beach Buggy")                 |                          | 7:18     |  |

## Posicionamiento en lista
| Lista (1986)                  | Posición |
| ----------------------------- | -------- |
| Australian ARIA Albums Chart  | 15       |
| Canadian RPM Albums Chart     | 70       |
| New Zealand RMNZ Albums Chart | 22       |
| Swedish Albums Chart          | 33       |
| UK Albums Chart               | 9        |
| UK Independent Albums Chart   | 1        |
| US Billboard 200              | 161      |